# Marie-Joseph Brune
Pour les articles homonymes, voir Brune.
Marie Joseph Brune (10 septembre 1807 à Rennes - 12 novembre 1890 à Rennes), est, après avoir été vicaire à Saint-Germain de Rennes, directeur du grand séminaire en 1848 et professeur d'archéologie religieuse.
Il a participé à de nombreuses opérations concernant en particulier les églises du diocèse, dessinant plans et éléments de mobiliers religieux.
Il fut l'un des fondateurs de la Société d'archéologie d'Ille-et-Vilaine. Il publia de nombreux articles, un résumé de son cours d'archéologie, et un Répertoire archéologique du département d'Ille-et-Vilaine en 1861.
Au cimetière du Nord de Rennes, section 8, rang 22, tombe 18, le gisant qui orne sa tombe le représente avec à ses pieds des attributs artistiques : palette, pinceau, compas et partition de musique.

## Postérité
- En Bretagne, au moins quatre rues d'Ille-et-Vilaine portent son nom[3]. À Rennes, la rue Chanoine Brune se situe dans le sous-quartier Jeanne d’Arc, non loin au sud du Parc de Maurepas.

## Sources
- Résumé du cours d'archéologie professé au séminaire de Rennes Disponible sur Gallica.

### Ouvrages
- Philippe Bohuon, L’architecture religieuse de la seconde moitié du XIXe siècle, à travers la vie du chanoine Brune (1807-1890), université de Rennes 2, 1999

### Articles
- Philippe Bohuon, « Le Journal du chanoine Brune (1835-1852) », Bulletin et mémoires de la Société archéologique et historique d'Ille-et-Vilaine,‎ 2009 (ISSN 1635-8279)
- Philippe Bohuon, « L’œuvre architecturale du chanoine Brune », Bulletin et mémoires de la Société archéologique et historique d'Ille-et-Vilaine,‎ 2002 (ISSN 1635-8279)
- Philippe Bohuon, « Marie-Joseph Brune (1807-1890) : le prêtre bâtisseur », Place Publique Rennes, no 6,‎ juillet-août 2010, p. 65-69 (lire en ligne)